# Andrzej Battaglia (1895–1918)
Andrzej Maria Hieronim Battaglia de Sopramonte e Ponte Alto ps. „Bitwa” (ur. 19 września 1895 w Tarnowie, zm. 5 listopada 1918 we Lwowie) – polski działacz niepodległościowy, kawaler Orderu Virtuti Militari, legionista, pierwszy Polak poległy w obronie Lwowa w 1918.

## Życiorys
Urodził się 19 września 1895 w Tarnowie w rodzinie pochodzenia włoskiego. Był synem Gwidona Battaglia (powstańca styczniowego, następnie starosty) i Olgi z domu Baranowskiej herbu Łodzia. Jego rodzeństwem byli Roger (1873–1950, prawnik, ekonomista, poseł do Rady Państwa), Karol (1876–1936), pułkownik artylerii Wojska Polskiego, Małgorzata (żona Węclewskiego, komisarza powiatowego), Helena (żona Forsta, docenta Uniwersytetu Wiedeńskiego).
Andrzej Battaglia legitymował się tytułem barona Świętego Cesarstwa Rzymskiego. Kształcił się w C. K. III Gimnazjum im. Franciszka Józefa we Lwowie. Został studentem Wydziału Prawa Uniwersytetu Lwowskiego. Był harcerzem, od 1914 członkiem Związku Strzeleckiego.
Po wybuchu I wojny światowej wstąpił do Legionów Polskich 4 sierpnia 1914. Służył w 1 kompanii IV batalionu 1 pułku piechoty w składzie I Brygady. 16 kwietnia 1915 zwolniony z Legionów po superrewizji, a od 1 września 1916 ponownie służył w Legionach w szeregach 1 kompanii uzupełniającej, 5 pułku piechoty w składzie III Brygady. Po kryzysie przysięgowym został wcielony do armii austro-węgierskiej, w której służył od 20 września 1917 na froncie włoskim. W połowie 1918 został absolwentem szkoły oficerskiej, po czym służył we Lwowie. Tam został członkiem Polskiej Organizacji Wojskowej.
U kresu wojny podczas rozpoczętej obrony Lwowa w trakcie wojny polsko-ukraińskiej, pod pseudonimem „Bitwa” pełniąc funkcję komendanta pierwszego patrolu (w stopniu plutonowego podchorążego bądź sierżanta) w nocy 31 października na 1 listopada 1918 udał się do zajętych przez Ukraińców koszar c. i k. 15 pułku piechoty przy ulicy Kurkowej 15, celem przeprowadzenia wywiadu w sprawie możliwości uwolnienia internowanych tam 30 legionistów. Po krótkiej rozmowie i wywiązanej sprzeczce został postrzelony w brzuch. Zmarł 5 listopada 1918 we lwowskim szpitalu po przeprowadzonej operacji, wskutek odniesionych ran.
Pośmiertnie został awansowany do stopnia podporucznika kawalerii. Został uznany za pierwszą polską ofiarę poległą w obronie Lwowa 1918. Po ekshumacji jego szczątki zostały pochowane w krypcie katakumby I na Cmentarzu Obrońców Lwowa.
W 1937 imię Andrzeja Battaglia przyjęto do nazwy Koła Nr 2 Związku Rezerwistów we Lwowie. Uchwałą Rady Miasta Lwowa z listopada 1938 jednej z ulic we Lwowie nadano imię Andrzeja Bataglii.

## Odznaczenia i ordery
- Krzyż Srebrny Orderu Virtuti Militari nr 2916[14] – pośmiertnie (dekoracja dokonana 17 kwietnia 1921 we Lwowie przez gen. broni Tadeusza Rozwadowskiego)[15]
- Krzyż Niepodległości – pośmiertnie (4 listopada 1933, „za pracę w dziele odzyskania niepodległości”)[16][17]
- Krzyż Walecznych – pośmiertnie
- Krzyż Obrony Lwowa – pośmiertnie